# Panongan Lor
Panongan Lor is een bestuurslaag in het regentschap Cirebon van de provincie West-Java, Indonesië. Panongan Lor telt 3981 inwoners (volkstelling 2010).